# Gustavo Sánchez (futbolista mexicano)
Gustavo Sánchez (Tantoyuca, Veracruz; 3 de mayo de 2000) es un futbolista Mexicano. Juega como Defensa Central y su equipo actual es el Mazatlán Fútbol Club de la Primera División de México.

## Inicios
Saldría de las básicas del Club de Fútbol Monterrey, en la cual pasaría por las diferentes categorías como la sub-17 y la sub-20.

### Club de Fútbol Monterrey y Raya2 Expansión
Sería hasta el Torneo Guard1anes 2020 en donde debuta en la Jornada 15 frente al Mazatlán Fútbol Club, entrando de cambio en el segundo tiempo por Vincent Janssen. 
Con el primer equipo jugaría muy pocos partidos pues un año después es mandado con la filial del equipo regiomontano, con Raya2 tendría mucha mas participación Liga de Expansión MX.

### Club de Fútbol Pachuca
En el Apertura 2023, llegaría con los Tuzos del Pachuca en calidad de préstamo, aunque solo jugaría un solo partido pues tendría muchas más participación con la sub-23 del equipo hidalguense.

### Mazatlán Fútbol Club
Con solo 6 meses en el Pachuca, llega nuevamente en calidad de préstamo pero esta vez lo haría con el equipo Cañonero para el Clausura 2024

## Palmarés

### Campeonatos nacionales
| Título  | Club            | País   | Año  |
| ------- | --------------- | ------ | ---- |
| Copa MX | C. F. Monterrey | México | 2020 |